# Fort Sam Houston

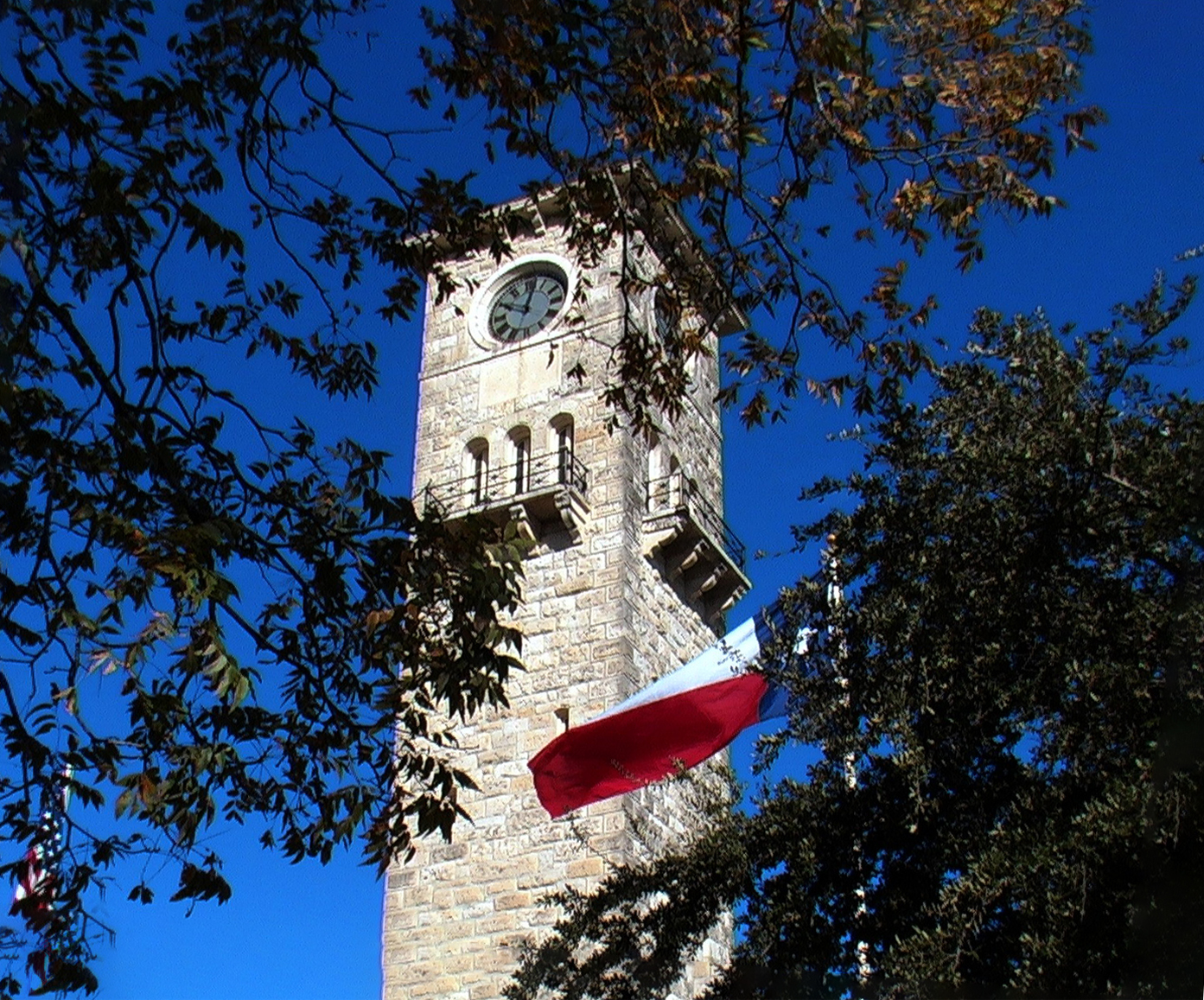
Glockenturm im „Quadrangle“ des Forts

Das Fort Sam Houston, gelistet im NRHP mit der Nr. 75001950, ist ein Stützpunkt der United States Army in San Antonio, Texas. Es ist nach dem ersten Präsidenten der Republik Texas, Sam Houston, benannt und trägt den Spitznamen Fort Sam. Die Einrichtung dient als Hauptquartier der United States Army North und United States Army South sowie des United States Army Medical Command. Ferner befindet sich hier das Army Medical Department Center and School. Seit Oktober 2010 ist das Fort Teil der Joint Base San Antonio.

## Geschichte
Bereits während des Mexikanisch-Amerikanischen Kriegs 1846–48 wurde in San Antonio ein Quartiermeisterdepot der Army eingerichtet. 1849 wurde San Antonio Hauptquartier des 8. Militärdistrikts. 1870 wurde das Texas Department nach San Antonio verlegt. Das „Quadrangle“, ein Versorgungsdepot und der älteste Teil des Forts, wurde 1871 von George Henry Griebel erbaut. In diesem wurden später Geronimo und andere Apachen gefangengehalten. Der Bau des eigentlichen Forts begann 1876 unter der Leitung des Kommandeurs des Texas Department, Major General Edward Ord, eines in West Point ausgebildeten Ingenieurs. Während der folgenden Jahre wurde das Fort kontinuierlich erweitert. 1890 erhielt der Stützpunkt seinen heutigen Namen.
In den 1930er- und 1940er-Jahren war das Fort Hauptquartier des Southern Defense Command und der 3. US-Armee, später der 4. US-Armee. Mitte der 1930er-Jahre wurde ein Hospital erbaut, das spätere Brooke Army Medical Center. 1940 war das Fort Sam Houston der größte Stützpunkt der Armee in den Vereinigten Staaten.
Im Mai 1975 wurde das Fort, das mehr als 900 historische Gebäude umfasst, als Historic District in das National Register of Historic Places eingetragen und zu einem National Historic Landmark erklärt.

## Militärmedizin
Das Fort Sam Houston ist als „Home of Army Medicine“ und „Home of the Combat Medic“ bekannt. Am Ende des Zweiten Weltkriegs wurde von der Army entschieden, Fort Sam Houston zur wichtigsten Ausbildungsstätte für Militärmedizin zu machen. Gleichzeitig wurde entschieden, das Brooke General Hospital zu einem der führenden Militärkrankenhäuser der Army zu entwickeln. Fort Sam Houston ist heute eine der größten und bedeutendsten militärmedizinischen Ausbildungsstätten der Welt.
Das Army Medical Department Center and School bildet jährlich 25.000 Schüler in Offiziers-, Unteroffiziers- und Mannschaftsschulungen in 14 medizinischen Fachrichtungen aus. Für Bachelor- und Masterabschlüsse werden Affiliationen mit bedeutenden Universitäten wie der Baylor University, University of Texas Health Science Centers in Houston und San Antonio und University of Nebraska unterhalten.
Aufgrund der Empfehlungen der Base Realignment and Closure Commission von 2005 wurde das gesamte militärische medizinische Ausbildungswesen der Army, Navy und Air Force in Fort Sam Houston konsolidiert. Dazu wurde 2010 der Medical Education and Training Campus (METC) eröffnet.

## Im Fort beherbergte Einrichtungen (Stand 2010)
- United States Army Installation Management Command (IMCOM)
  - IMCOM West
  - HQ, Fort Sam Houston Garrison
    - 323d Army Band
    - Camp Bullis

  - 25th Military Police Detachment
- United States Army Medical Command (MEDCOM)
  - HQ, U.S. Army MEDCOM
  - United States Army Veterinary Command (VETCOM)
  - United States Army Dental Command (DENCOM)
  - United States Army Southern Regional Medical Command  (SRMC) (Provisional)
    - Brooke Army Medical Center (BAMC)
      - Troop Command, Brooke Army Medical Center, HHC & companies A-D
      - Warrior Transition Battalion, Brooke Army Medical Center
      - U.S. Army Institute of Surgical Research

  - U.S. Army Medical Department Center and School (AMEDDC&S)
    - 32nd Medical Brigade
    - Noncommissioned Officer Academy

  - Medical Information and Technology Center (MITC)
  - Defense Medical Readiness Training Institute (DMRTI)
  - MEDCOM Band
- United States Army Forces Command (FORSCOM)
  - United States Army North (5. Armee)
  - United States Army South (6. Armee)
  - 106th Signal Brigade
  - 5501st US Army Hospital
  - 418th Medical Logistics Company
  - 591st Medical Logistics Company
  - 470th Blood Detachment
  - 79th Ordnance Battalion (Explosive Ordinance Disposal)
- United States Army Recruiting Command (USAREC)
  - U.S. Army Fifth Recruiting Brigade
- United States Military Entrance Processing Command (MEPCOM)
  - MEPS San Antonio
- United States Army Criminal Investigation Command (USACIDC)
  - 6th Region CID Ft. Sam Houston
- United States Army Intelligence and Security Command (INSCOM)
  - 740th Military Intelligence Brigade, HHC & companies A-B
- United States Army Network Enterprise & Technology Command

## Persönlichkeiten
- Hunter Harris Jr. (1909–1987), General der United States Air Force, hier geboren